# El Grande Oriente
El Grande Oriente es la cuarta novela de la segunda serie de los Episodios Nacionales de Benito Pérez Galdós. Escrita en el mes de junio de 1876 y publicada ese mismo año. Toma su título de la obediencia masónica llamada Grande Oriente Nacional de España, y recoge algunos sucesos posteriores al fallido intento del cura Matías Vinuesa para restaurar el absolutismo y los conflictos en el Gobierno liberal (dirigido en parte por los masones), mientras los realistas, perseveran en su objetivo de recuperar el poder.
La acción transcurre en el Madrid del año 1821, con Salvador Monsalud (que ha sustituido a Gabriel de Araceli en el protagonismo de los episodios) como personaje principal de la trama, un meollo argumental que una vez más mezcla el folletín con la presencia de personajes reales de ese periodo de la historia de España como los revolucionarios –de ideología liberal y confesión masónica en su mayoría– Juan Romero Alpuente, Fernández Golfín (fusilado junto a Torrijos), José Manuel Regato, o el misterioso Gran Maestre José Campos «el Venerable», sobre los que Galdós pidió información, ayuda y consejo a Ramón de Mesonero Romanos; casi todos ellos incluidos en el Diccionario Biográfico del Trienio Liberal de Alberto Gil Novales. La novela supera en ritmo y contenido a libros históricos anteriores como La Fontana de Oro, escrita ocho años antes.
No sin cierto sentido del humor, muy galdosiano, y jugando con los símbolos, el escritor hace que las peripecias de Monsalud, en la línea típica del antihéroe, sean tan catastróficas como lo sería finalmente el sueño revolucionario del Trienio liberal.

Todo aquello en que pongo los ojos se vuelve negro. Si mi corazón se apasiona por algo, persona o idea, la persona se corrompe y la idea se envilece. Conspiro, y todo sale mal. Deseo la guerra, y hay paz. Deseo la paz, y hay guerra. Trabajo por la libertad, y mis manos contribuyen a modelar este horrible monstruo. Quiero ser como los demás, y no puedo. En todas partes soy una excepción. Otros viven y son amados; yo no vivo ni soy amado, ni hallo fuente alguna donde saciar la sed que me devora. ¿Amigos? Ninguno me satisface. ¿Artes? Las siento en mí; pero no tengo educación para practicarlas. ¿Amor? Siempre que me acerco a él y lo toco, me quemo. ¿Religión? Los volterianos me la han quitado, sin ponerme en su lugar más que ideas vagas... Dios mío, ¿por qué estoy yo tan lleno y todo tan vacío en derredor de mí? ¿En dónde arrojaré este gran peso que llevo encima y dentro de mi alma? Voy tocando a todas las puertas, y en todas me dicen: «Aquí no es, hermano; siga usted adelante». Voy siempre adelante. Algún ser existe, sin duda, que está sentado junto a su casa, esperándome con ansiedad; pero yo paso y vuelvo a pasar, subo y bajo, entro y salgo con mi carga a cuestas, y no doy jamás con la puerta de mi semejante. Voy aburrido y desesperado, ando sin cesar. «¿Será aquél?», me pregunto. Creo haber acertado, y una brutal mano me lanza al camino diciendo: «Sigue adelante, que aquí no es...». «Aquí no es, aquí no es, aquí no es».
 Capítulo XV, Galdós (1876) 

Una desazón de sello romántico que Galdós contrastará en varias de sus descripciones del momento sociopolítico:

Tal era la situación política a principios de Marzo. En el Gobierno, debilidad; en el Congreso, confusión; en Palacio, solapadas intrigas, cuyas resultas se verán más adelante. El pueblo, desbordado y sin reconocer ley ni freno alguno, expresaba su voluntad ruidosa y groseramente en los clubs. A fuerza de oír hablar de su soberanía, empezaba a creer que consistía ésta en el uso constante de la iniciativa revolucionaria y en el ejercicio atropellado de la sanción popular en asonadas, violencias y atrocidades sin cuento. Romero Alpuente, un vejete furibundo a quien después conoceremos, había dicho que la «guerra civil era un don del Cielo». Istúriz, joven y exaltado, había dicho que la palabra «Rey era anticonstitucional». Moreno Guerra, había dicho que el «pueblo tiene derecho a hacerse justicia y vengarse a sí propio». Golfín, que la anarquía purgaba a la tierra de tiranos. Otro llamaba al Trono «cadalso de la libertad».

Entre tanto las sociedades secretas estaban desconcertadas; porque si bien el nuevo Ministerio saliera de ellas como el anterior, no había gran seguridad de que se dejase gobernar por los «Valerosos Príncipes».
 Capítulo XVI, Galdós (1876) 